# Eurolliga 2000-2001
L'Eurolliga és una competició de bàsquet internacional entre clubs d'Europa. L'edició d'aquesta temporada començà el 16 d'octubre a Madrid, amb el partit entre el Real Madrid i l'Olympiacos Piraeus. Un total de 24 equips van lluitar pel títol, aconseguit pel Kinder Bologna.

## Fase regular
La primera fase de la competició va ser una fase regular, en el qual els diferents equips van ser repartits en quatre grups de sis equips. Cada equip jugà contra els cinc equips del seu grup, tant a casa seva com a fora, amb un total de 10 partits jugats en la primera fase. Els quatre millors equips de cada grup accediren a la següent ronda, el Top 16.
|  | Quatre millors posicions del grup, accés al Top 16 |
|  | Eliminat                                           |

### Grup A
|    | Equip             | J  | G | P | PF  | PC  | Dif  |
| -- | ----------------- | -- | - | - | --- | --- | ---- |
| 1. | Fortitudo Bologna | 10 | 8 | 2 | 812 | 760 | +52  |
| 2. | Peristeri Athens  | 10 | 7 | 3 | 841 | 786 | +55  |
| 3. | Zalgiris          | 10 | 6 | 4 | 866 | 816 | +50  |
| 4. | Estudiantes       | 10 | 4 | 6 | 820 | 821 | -1   |
| 5. | Lugano            | 10 | 3 | 7 | 777 | 914 | -137 |
| 6. | Zadar             | 10 | 2 | 8 | 840 | 859 | -19  |

### Grup B
|    | Equip                  | J  | G | P | PF  | PC  | Dif  |
| 1. | Kinder Bologna         | 10 | 9 | 1 | 835 | 734 | +101 |
| 2. | AEK Athens             | 10 | 8 | 2 | 805 | 746 | +59  |
| 3. | TAU Cerámica           | 10 | 6 | 4 | 749 | 700 | +49  |
| 4. | Cibona Zagreb          | 10 | 3 | 7 | 773 | 832 | -59  |
| 5. | Saint Petersburg Lions | 10 | 2 | 8 | 778 | 840 | -62  |
| 6. | W Wallone              | 10 | 2 | 8 | 769 | 857 | -88  |

### Grup C
|    | Equip              | J  | G | P  | PF  | PC  | Dif  |
| 1. | Olympiacos Piraeus | 10 | 7 | 3  | 861 | 738 | +123 |
| 2. | Real Madrid        | 10 | 7 | 3  | 859 | 789 | +70  |
| 3. | Olimpija Ljubljana | 10 | 7 | 3  | 823 | 752 | +71  |
| 4. | Benetton Treviso   | 10 | 6 | 4  | 847 | 777 | +70  |
| 5. | Hapoel Jerusalem   | 10 | 3 | 7  | 784 | 881 | -97  |
| 6. | Ovarense           | 10 | 0 | 10 | 746 | 983 | -237 |

### Grup D
|    | Equip               | J  | G | P | PF  | PC  | Dif  |
| -- | ------------------- | -- | - | - | --- | --- | ---- |
| 1. | FC Barcelona        | 10 | 8 | 2 | 856 | 757 | +99  |
| 2. | PAOK Thessaloniki   | 10 | 7 | 3 | 846 | 773 | +73  |
| 3. | Budućnost Podgorica | 10 | 7 | 3 | 844 | 819 | +25  |
| 4. | Muller Verona       | 10 | 6 | 4 | 920 | 854 | +66  |
| 5. | London Towers       | 10 | 1 | 9 | 775 | 878 | -103 |
| 6. | Opel Skyliners      | 10 | 1 | 9 | 696 | 856 | -160 |

## Top 16
Els 16 equips van jugar una eliminatòria al millor de tres partits. Els equips van jugar-se entre el 31 de gener i el 14 de febrer, amb 8 equips avançant als Playoffs.
| Equip 1            | Resultat | Equip 2             | 1r partit | 2n partit | 3r partit   |
| ------------------ | -------- | ------------------- | --------- | --------- | ----------- |
| Fortitudo Bologna  | 2 - 0    | Cibona Zagreb       | 76 - 64   | 75 - 74   | innecessari |
| Real Madrid        | 2 - 0    | Budućnost Podgorica | 91 - 63   | 76 - 62   | innecessari |
| Kinder Bologna     | 2 - 0    | Estudiantes         | 113 - 70  | 85 - 80   | innecessari |
| PAOK Thessaloniki  | 1 - 2    | Olimpija Ljubljana  | 75 - 64   | 77 - 85   | 69 - 73     |
| Olympiacos Piraeus | 2 - 0    | Verona              | 94 - 92   | 96 - 84   | innecessari |
| Peristeri Athens   | 0 - 2    | TAU Ceramica        | 79 - 81   | 68 - 81   | innecessari |
| FC Barcelona       | 0 - 2    | Benetton Treviso    | 85 - 86   | 82 - 99   | innecessari |
| AEK Athens         | 2 - 0    | Zalgiris            | 69 - 60   | 73 - 71   | innecessari |

## Playoffs
Els 8 equips van jugar eliminatòries als millors de tres. Els partits es van jugar entre el 21 de febrer i el 7 de març.
| Equip 1            | Resultat | Equip 2            | 1r partit | 2n partit | 3r partit   |
| ------------------ | -------- | ------------------ | --------- | --------- | ----------- |
| Fortitudo Bologna  | 2 - 1    | Real Madrid        | 74 - 68   | 57 - 88   | 88 - 70     |
| Kinder Bologna     | 2 - 0    | Olimpija Ljubljana | 80 - 79   | 81 - 79   | innecessari |
| Olympiacos Piraeus | 0 - 2    | TAU Ceramica       | 72 - 78   | 76 - 98   | innecessari |
| AEK Athens         | 2 - 1    | Benetton Treviso   | 97 - 89   | 74 - 90   | 71 - 56     |

### Semi-finals
Es van jugar eliminatòries al millor de 5 partits. Els partits es van jugar entre el 27 de març i el 7 d'abril.
| Equip 1        | Resultat | Equip 2           | 1r partit | 2n partit | 3r partit |
| -------------- | -------- | ----------------- | --------- | --------- | --------- |
| Kinder Bologna | 3 - 0    | Fortitudo Bologna | 103 - 76  | 92 - 84   | 74 - 70   |
| AEK Athens     | 0 - 3    | TAU Ceramica      | 65 - 90   | 67 - 70   | 62 - 76   |

#### Final
| Equip 1        | Resultat | Equip 2      | 1r partit | 2n partit | 3r partit | 4t partit | 5è partit |
| -------------- | -------- | ------------ | --------- | --------- | --------- | --------- | --------- |
| Kinder Bologna | 3 - 2    | TAU Ceramica | 65 - 78   | 94 - 73   | 80 - 60   | 79 - 96   | 82 - 74   |